# RSC Anderlecht in het seizoen 1989/90
Dit artikel beschrijft de prestaties van de Belgische voetbalclub RSC Anderlecht in het seizoen 1989–1990, waarin de Brusselse club vicekampioen werd en de finale van de Europacup II bereikte.

## Gebeurtenissen

### Trainerswissel
Eind jaren 1980 werd het Belgisch voetbal gedomineerd door het KV Mechelen van de Nederlandse trainer Aad de Mos. Onder impuls van voorzitter John Cordier werd in 1988 de Europacup II gewonnen, een seizoen later schakelde Mechelen in datzelfde toernooi Anderlecht uit en werd het voor het eerst sinds 1948 Belgisch kampioen. Voorzitter Constant Vanden Stock vreesde dat Mechelen door zijn geografische ligging supporters van Anderlecht in Vlaams-Brabant zou afsnoepen. Om die reden begon hij in het seizoen 1988/89 trainer De Mos, die door toenmalig RTBF-journalist Frank Baudoncq bij de club was aangeraden, los te weken bij Mechelen. Reeds voor het einde van het seizoen werden de onderhandelingen met de Nederlandse coach opgestart, die daardoor onder vuur kwam te liggen bij de Mechelse supporters. Na het seizoen 1988/89 nam Anderlecht afscheid van de 67-jarige Raymond Goethals en diens trouwe assistent Martin Lippens en werd De Mos officieel de nieuwe trainer van de Brusselaars. Het was de eerste van een reeks spraakmakende transfers van Anderlecht naar Mechelen.

### Transfers
Marc Degryse had zich in de jaren 1980 in de kijker gespeeld bij Club Brugge en kon daardoor rekenen op de interesse van onder meer KV Mechelen en Anderlecht. Reeds als trainer van Mechelen probeerde De Mos de aanvaller te overtuigen om zich bij zijn team aan te sluiten. Toen De Mos vervolgens zelf naar Anderlecht verhuisde, overtuigde hij Degryse om hetzelfde te doen. De 23-jarige aanvaller werd uiteindelijk voor het recordbedrag van 90 miljoen BEF (zo'n 2,25 miljoen euro) naar Anderlecht gehaald. Bij Antwerp FC werd Marc Van Der Linden weggeplukt. Anderlecht betaalde 60 miljoen BEF (zo'n 1,5 miljoen euro) voor de 25-jarige spits. Verder trok de club ook reservedoelman Ranko Stojić aan.
De rest van de spelerskern werd afgeslankt. Ervaren spelers als Juan Lozano, Jacky Munaron, Michel De Groote, Pier Janssen en topscorer Edi Krnčević mochten definitief vertrekken. De jongeren Pär Zetterberg, Bertrand Crasson en Philip Osondu mochten voor het eerst bij de A-kern aansluiten.

### Competitie
Ondanks een klinkende zege tegen KSV Waregem (6–0) op de eerste speeldag kende Anderlecht een moeizame start van de competitie. In de eerste weken werd er onder meer tegen Antwerp en Sporting Charleroi gelijkgespeeld, waardoor concurrent Mechelen al snel aan de leiding kwam in het klassement. Nadien boekte het elftal van De Mos vijf overwinningen op rij. De Brusselaars gingen onder meer met 0–2 winnen op het veld van rivaal Standard Luik, dankzij goals van Degryse en Luis Oliveira. Anderlecht sprong door de zegereeks over Mechelen naar de eerste plaats. Op de elfde speeldag mochten beide teams het tegen elkaar opnemen. Het geladen duel eindigde in een scoreloos gelijkspel.
In de daaropvolgende weken had Anderlecht een mindere periode. Er werd achtereenvolgens verloren van AA Gent en Germinal Ekeren. Nadien volgde de topper tegen Club Brugge, die eveneens in een scoreloos gelijkspel eindigde. Door de slechte resultaten kwam Mechelen opnieuw aan de leiding en zakte Anderlecht tijdelijk naar de tweede plaats. Nog voor de winterstop legde Anderlecht, door zeges tegen Lierse SK, KSK Beveren en Club Luik, opnieuw beslag op de leidersplaats.
Na de winterstop zette Anderlecht een indrukwekkende reeks neer. Het begon de terugronde met 18 punten op 20; enkel tegen Antwerp bleef het team van De Mos met lege handen achter. Door de zegereeks kwam Anderlecht samen met Club Brugge, dat al sinds november geen wedstrijd meer verloren had, aan de leiding. Op de 28e speeldag deed Anderlecht een slechte zaak door voor eigen supporters te verliezen van Mechelen. De Mos zag zijn ex-club in het Astridpark met 0–3 winnen. Door de pijnlijke nederlaag kwam Club Brugge alleen aan de leiding. De West-Vlamingen gaven de voorsprong nadien niet meer uit handen. Op de 31e speeldag mocht Anderlecht naar Brugge, maar de Brusselaars konden er de kloof niet dichten. Club Brugge won in eigen stadion met 3–0 en was daardoor zo goed als zeker van de titel. Op de voorlaatste speeldag werden de West-Vlamingen kampioen door met 3–1 te winnen van STVV. Anderlecht sloot het seizoen af als vicekampioen.

### Beker van België
In de Beker van België bereikte Anderlecht zonder veel problemen de kwartfinale, waarin Club Luik de tegenstander was. De heenwedstrijd in het Stade Vélodrome werd met het kleinste verschil verloren na een doelpunt van de Joegoslavische spits Zvonko Varga. In de terugwedstrijd kon Anderlecht de scheve situatie niet rechtzetten. Club Luik kwam via Varga en Danny Boffin twee keer op voorsprong in het Astridpark. Degryse kon met twee snelle tegentreffers telkens gelijkmaken, maar dat was onvoldoende om een plaats in de halve finale af te dwingen. Club Luik stootte nadien door tot de finale, waarin het met 2–1 won van Germinal Ekeren.

### Europacup II
Als bekerwinnaar mocht Anderlecht in het seizoen 1989/90 deelnemen aan de Europacup II. In de eerste ronde had Anderlecht geen moeite met het Noord-Ierse Ballymena United. Nadien volgde een dubbele confrontatie tegen het FC Barcelona van de Nederlandse succestrainer Johan Cruijff, met wie De Mos nog had samengewerkt bij Ajax. Anderlecht won de heenwedstrijd voor eigen supporters met 2–0 dankzij doelpunten van gewezen Real Madrid-speler Milan Janković en Degryse. De terugwedstrijd in Camp Nou verliep minder goed. Barcelona kwam in de tweede helft via Julio Salinas en Txiki Begiristain 2–0 voor, waardoor er verlengingen kwamen. In de 97e minuut maakte Marc Van Der Linden het beslissende doelpunt.
In de halve finale won Anderlecht twee keer met het kleinste verschil van Dinamo Boekarest, dat in die dagen geleid werd door de Roemeense topcoach Mircea Lucescu. Luc Nilis en Van Der Linden zorgden voor de twee belangrijke doelpunten. Door de twee zeges tegen Dinamo mocht Anderlecht voor het eerst sinds 1984 deelnemen aan de finale van een Europees bekertoernooi. Het elftal van De Mos trof in de finale het Italiaanse Sampdoria, dat met Gianluca Vialli, Roberto Mancini en Pietro Vierchowod over enkele Italiaanse internationals beschikte.
De Mos koos ervoor om Nilis op de bank te houden. Het werd een gesloten duel met weinige kansen. In 90 minuten werd er niet gescoord, waardoor de finale verlengd werd. Net voor het einde van de eerste verlenging bracht Vialli de Italianen op voorsprong na geklungel van doelman Filip De Wilde. Meteen daarna mocht Nilis invallen, maar ook hij kon de schade niet meer beperken. In de tweede verlenging scoorde Vialli een tweede keer en was Anderlecht volledig uitgeteld. Het is tot op heden de laatste keer dat Anderlecht een Europese finale bereikte.
Nilis was achteraf erg teleurgesteld dat hij in de finale niet had mogen starten. Wat later greep hij ook naast een plaats in Guy Thys' selectie voor het WK in Italië.

### Individuele prijzen en WK-selecties
Marc Degryse werd aan het einde van het seizoen voor de tweede keer in zijn carrière bekroond met de trofee voor Profvoetballer van het Jaar. Enkele maanden eerder was hij ook al als derde geëindigd in het referendum van de Gouden Schoen. Hij was ook een van de vijf Anderlechtspelers die in 1990 met de Rode Duivels naar het WK in Italië mochten. Ook Georges Grün, Patrick Vervoort, Marc Van Der Linden en Filip De Wilde mochten naar het WK. Verdediger Adri van Tiggelen ging met Oranje naar het WK.
- Profvoetballer van het Jaar – Marc Degryse

## Spelerskern
| Naam                | Nationaliteit | Geboortedatum | Vorige club               |
| ------------------- | ------------- | ------------- | ------------------------- |
| Keepers             |               |               |                           |
| Filip De Wilde      | België        | 05-07-1964    | KSK Beveren (1981–1987)   |
| Ranko Stojić        | Joegoslavië   | 18-01-1959    | Club Luik (1987–1989)     |
| Verdedigers         |               |               |                           |
| Henrik Andersen     | Denemarken    | 07-05-1965    | Fremad Amager (1982)      |
| Bertrand Crasson    | België        | 05-10-1971    | /                         |
| Georges Grün        | België        | 25-01-1962    | /                         |
| Stephen Keshi       | Nigeria       | 31-01-1961    | KSC Lokeren (1985–1987)   |
| Wim Kooiman         | Nederland     | 09-09-1960    | Cercle Brugge (1980–1988) |
| Guy Marchoul        | België        | 04-11-1965    | /                         |
| Donald Van Durme    | België        | 23-08-1967    | /                         |
| Adri van Tiggelen   | Nederland     | 16-06-1957    | FC Groningen (1983–1986)  |
| Middenvelders       |               |               |                           |
| Marc Degryse        | België        | 04-09-1965    | Club Brugge (1983–1989)   |
| Arnór Guðjohnsen    | IJsland       | 30-07-1961    | KSC Lokeren (1978–1982)   |
| Milan Janković      | Joegoslavië   | 30-12-1959    | Real Madrid (1987–1988)   |
| Charly Musonda      | Zambia        | 22-08-1969    | Cercle Brugge (1986–1987) |
| Kari Ukkonen        | Finland       | 19-02-1961    | KSC Lokeren (1986–1987)   |
| Patrick Vervoort    | België        | 17-01-1965    | Beerschot VAV (1982–1987) |
| Pär Zetterberg      | Zweden        | 14-10-1970    | Falkenbergs FF (1986)     |
| Aanvallers          |               |               |                           |
| Luc Nilis           | België        | 25-05-1967    | FC Winterslag (1984–1986) |
| Luis Oliveira       | Brazilië      | 24-03-1969    | /                         |
| Philip Osondu       | Nigeria       | 28-11-1971    | /                         |
| Marc Van Der Linden | België        | 04-02-1964    | Antwerp FC (1981–1989)    |
| Gert Verheyen       | België        | 20-09-1970    | Lierse SK (1986–1988)     |

- B-kern: Robert Slater, Samba N'Diaye, Benjamin Debusschere

## Technische staf
|                    |                   |               |
| Functie            | Naam              | Nationaliteit |
| Coach              | Aad de Mos (foto) | Nederland     |
| Assistent-coach    | Jean Dockx        | België        |
| Keeperstrainer     | Nico de Bree      | Nederland     |
| Ploegafgevaardigde | Pierre Leroy      | België        |

## Resultaten
Een overzicht van de competities waaraan Anderlecht in het seizoen 1989-1990 deelnam.
| Seizoen 1989/90  | Seizoen 1989/90 | Seizoen 1989/90    |
| Competitie       | Resultaat       | Uitgeschakeld door |
| ---------------- | --------------- | ------------------ |
| Eerste klasse    | Vicekampioen    |                    |
| Beker van België | Kwartfinale     | Club Luik          |
| Europacup II     | Finalist        | Sampdoria          |

## Uitrustingen
Shirtsponsor(s): Generale Bank

Sportmerk: adidas
| Thuis | Uit | Europacup II |

## Transfers

### Zomer
| Naam                | Nationaliteit | Van/naar        | Type     |
| ------------------- | ------------- | --------------- | -------- |
| Inkomend            |               |                 |          |
| Marc Degryse        | België        | Club Brugge     | Gekocht  |
| Marc Van Der Linden | België        | Antwerp FC      | Gekocht  |
| Ranko Stojić        | Joegoslavië   | Club Luik       | Gekocht  |
| Robert Slater       | Australië     | Sydney United   | Gekocht  |
| Uitgaand            |               |                 |          |
| Michel De Groote    | België        | AA Gent         | Verkocht |
| Didier Electeur     | België        | VV Leest        | Verkocht |
| Pier Janssen        | België        | KSC Lokeren     | Verkocht |
| Edi Krnčević        | Australië     | FC Mulhouse     | Verkocht |
| Juan Lozano         | Spanje        | Eendracht Aalst | Verkocht |
| Ivan Marchandise    | België        | KVK Tienen      | Verkocht |
| Jacky Munaron       | België        | Club Luik       | Verkocht |
| Guido Swinnen       | België        | KSV Mol         | Verkocht |
| Dirk Vekeman        | België        | Boom FC         | Verkocht |
| Marc Wuyts          | België        | Racing Mechelen | Huur     |

## Competitie

### Overzicht
| Speeldag  | 1 | 2 | 3 | 4 | 5 | 6  | 7  | 8  | 9  | 10 | 11 | 12 | 13 | 14 | 15 | 16 | 17 | 18 | 19 | 20 | 21 | 22 | 23 | 24 | 25 | 26 | 27 | 28 | 29 | 30 | 31 | 32 | 33 | 34 |
| --------- | - | - | - | - | - | -- | -- | -- | -- | -- | -- | -- | -- | -- | -- | -- | -- | -- | -- | -- | -- | -- | -- | -- | -- | -- | -- | -- | -- | -- | -- | -- | -- | -- |
| Resultaat | w | g | w | w | g | w  | w  | w  | w  | w  | g  | v  | v  | g  | w  | w  | w  | w  | v  | w  | w  | w  | w  | w  | w  | w  | w  | v  | w  | w  | v  | w  | g  | w  |
| Punten    | 2 | 3 | 5 | 7 | 8 | 10 | 12 | 14 | 16 | 18 | 19 | 19 | 19 | 20 | 22 | 24 | 26 | 28 | 28 | 30 | 32 | 34 | 36 | 38 | 40 | 42 | 44 | 44 | 46 | 48 | 48 | 50 | 51 | 53 |
| Positie   | 1 | 2 | 2 | 1 | 2 | 1  | 1  | 1  | 1  | 1  | 1  | 1  | 2  | 2  | 2  | 1  | 1  | 1  | 2  | 2  | 2  | 2  | 2  | 2  | 2  | 1  | 1  | 2  | 2  | 2  | 2  | 2  | 2  | 2  |

### Klassement
|         |    |                    | GW | W  | G  | V  | DV | DT | DS  | Ptn |
| ------- | -- | ------------------ | -- | -- | -- | -- | -- | -- | --- | --- |
| K       | 1  | Club Brugge        | 34 | 25 | 7  | 2  | 76 | 19 | 57  | 57  |
| (UEFA)  | 2  | RSC Anderlecht     | 34 | 24 | 5  | 5  | 76 | 21 | 55  | 53  |
| (UEFA)  | 3  | KV Mechelen        | 34 | 19 | 12 | 3  | 65 | 14 | 51  | 50  |
| (UEFA)  | 4  | Antwerp FC         | 34 | 15 | 13 | 6  | 63 | 32 | 31  | 43  |
|         | 5  | Standard Luik      | 34 | 16 | 10 | 8  | 54 | 33 | 21  | 42  |
|         | 6  | AA Gent            | 34 | 12 | 12 | 10 | 46 | 38 | 8   | 36  |
|         | 7  | KV Kortrijk        | 34 | 13 | 7  | 14 | 39 | 46 | −7  | 33  |
|         | 8  | Beerschot VAV      | 34 | 11 | 10 | 13 | 34 | 47 | −13 | 32  |
|         | 9  | Cercle Brugge      | 34 | 12 | 7  | 15 | 46 | 47 | −1  | 31  |
|         | 10 | Lierse SK          | 34 | 11 | 6  | 17 | 42 | 66 | −24 | 28  |
|         | 11 | KSC Lokeren        | 34 | 9  | 10 | 15 | 34 | 66 | −32 | 28  |
| (beker) | 12 | Club Luik          | 34 | 8  | 12 | 14 | 35 | 45 | −10 | 28  |
|         | 13 | Germinal Ekeren    | 34 | 10 | 7  | 17 | 38 | 52 | −14 | 27  |
|         | 14 | Sporting Charleroi | 34 | 9  | 9  | 16 | 41 | 56 | −15 | 27  |
|         | 15 | Sint-Truidense VV  | 34 | 8  | 11 | 15 | 25 | 45 | −20 | 27  |
|         | 16 | KSV Waregem        | 34 | 8  | 9  | 17 | 35 | 64 | −29 | 25  |
|         | 17 | KSK Beveren        | 34 | 8  | 8  | 18 | 31 | 57 | −26 | 24  |
|         | 18 | Racing Mechelen    | 34 | 5  | 11 | 18 | 29 | 61 | −32 | 21  |

## Statistieken
De speler met de meeste wedstrijden is in het groen aangeduid, de speler met de meeste doelpunten in het geel.
| Naam                | Eerste Klasse | Eerste Klasse | Beker van België | Beker van België | Europacup II | Europacup II | Totaal | Totaal |
| Naam                | Wed.          | Goals         | Wed.             | Goals            | Wed.         | Goals        | Wed.   | Goals  |
| ------------------- | ------------- | ------------- | ---------------- | ---------------- | ------------ | ------------ | ------ | ------ |
| Henrik Andersen     | 33            | 1             | 6                | 0                | 8            | 0            | 47     | 1      |
| Bertrand Crasson    | 1             | 0             | 0                | 0                | 0            | 0            | 1      | 0      |
| Filip De Wilde      | 34            | 0             | 6                | 0                | 9            | 0            | 49     | 0      |
| Marc Degryse        | 31            | 18            | 5                | 4                | 9            | 4            | 45     | 26     |
| Georges Grün        | 23            | 4             | 6                | 0                | 7            | 0            | 36     | 4      |
| Arnór Guðjohnsen    | 26            | 4             | 4                | 1                | 8            | 2            | 38     | 7      |
| Milan Janković      | 26            | 5             | 5                | 1                | 7            | 1            | 38     | 7      |
| Stephen Keshi       | 28            | 2             | 5                | 0                | 6            | 0            | 39     | 2      |
| Wim Kooiman         | 22            | 2             | 5                | 2                | 5            | 0            | 32     | 4      |
| Guy Marchoul        | 12            | 0             | 1                | 0                | 7            | 0            | 20     | 0      |
| Charly Musonda      | 24            | 0             | 4                | 0                | 6            | 0            | 34     | 0      |
| Luc Nilis           | 27            | 10            | 6                | 1                | 9            | 4            | 42     | 15     |
| Luis Oliveira       | 26            | 8             | 4                | 2                | 6            | 0            | 36     | 10     |
| Philip Osondu       | 1             | 0             | 0                | 0                | 0            | 0            | 1      | 0      |
| Ranko Stojić        | 0             | 0             | 0                | 0                | 0            | 0            | 0      | 0      |
| Kari Ukkonen        | 8             | 2             | 2                | 0                | 2            | 1            | 12     | 3      |
| Marc Van Der Linden | 33            | 15            | 6                | 3                | 9            | 4            | 48     | 22     |
| Donald Van Durme    | 5             | 0             | 0                | 0                | 0            | 0            | 5      | 0      |
| Adri van Tiggelen   | 27            | 1             | 4                | 0                | 6            | 0            | 37     | 1      |
| Gert Verheyen       | 8             | 1             | 1                | 1                | 0            | 0            | 9      | 2      |
| Patrick Vervoort    | 33            | 2             | 6                | 0                | 9            | 2            | 48     | 4      |
| Pär Zetterberg      | 0             | 0             | 1                | 0                | 1            | 0            | 2      | 0      |

## Afbeeldingen

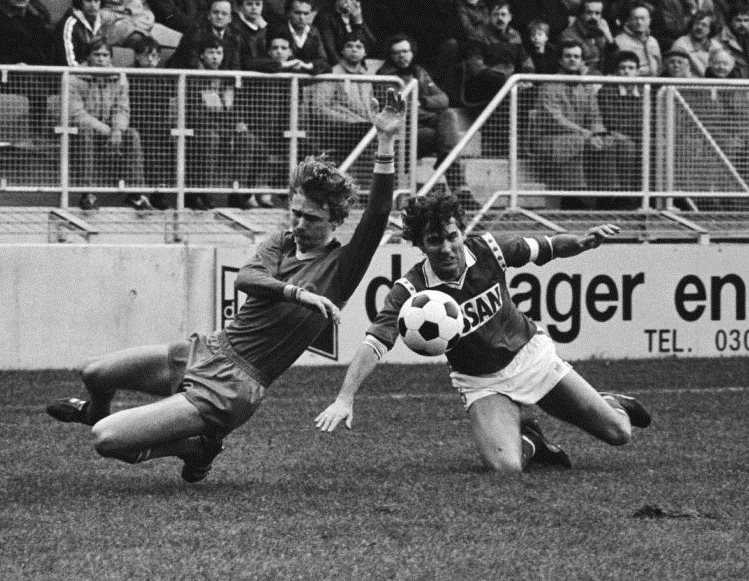
Adri van Tiggelen (verdediger)